# 伊藤明弘
伊藤明弘，日本漫畫家 。愛知縣名古屋出生。擅長槍戰描寫而聞名。截至2010年5月，有2部作品因病休刊中。

## 作品

### 休載中
- 荒野大鎗客 （月刊サンデージェネックス，小學館 ，2009年5月~現在7卷）
- 魍魎游擊隊 （少年畫報社 ，2009年6月~現在15卷）

### 完結作品
- 美女強盜團（月刊コミックドラゴン、富士見書房、角川書店、全3巻）